# Język sora
Język sora (także saora, savara, sabara) – język z grupy munda używany przez około 310 tys. osób (2007), głównie w indyjskim stanie Orissa przez członków grupy etnicznej Sora. Zapisywany jest alfabetem łacińskim, telugu oraz specjalnie opracowanym dla języka sora pismem sorang sompeng.